# Ursula Dyckerhoff
Ursula Dyckerhoff, auch Ursula Dyckerhoff-Prem, (* 4. September 1930 in Wiesbaden-Biebrich; † 10. Juni 2004 in Essen) war eine deutsche Ethnologin und Altamerikanistin.
Nach dem Studium in Heidelberg, das sie nach einem Aufenthalt in Mexiko 1957 als Diplom-Dolmetscherin für Spanisch und Englisch abschloss, arbeitete sie zwei Jahre an der spanischen Botschaft in Bonn. Ab 1960 studierte sie an der Universität Hamburg Altamerikanistik, Völkerkunde und Linguistik bei Franz Termer und Günter Zimmermann, wo sie 1969 mit einer quellenkritischen Arbeit über die Crónica Mexicana des Hernando de Alvarado Tezozómoc promoviert wurde. Von 1970 bis 1975 arbeitete sie im Schwerpunktprogramm Puebla/Tlaxcala der Deutschen Forschungsgemeinschaft in den mexikanischen Bundesstaaten Puebla und Tlaxcala an ethnohistorischen Themen. 
Von 1984 bis 1988 lehrte sie am Institut für Völkerkunde der Universität Göttingen. Anschließend leitete sie als Kuratorin bis 1994 die Amerika-Abteilung des Rautenstrauch-Joest-Museums der Stadt Köln, wo sie für verschiedene Ausstellungen verantwortlich war, darunter die erfolgreiche Wanderausstellung Die Welt der Maya und Federarbeiten der Indianer Südamerikas.
Sie war seit 1978 mit dem Altamerikanisten Hanns J. Prem verheiratet, mit dem sie wiederholt gemeinsam forschte und publizierte.